# Valvola a fodero

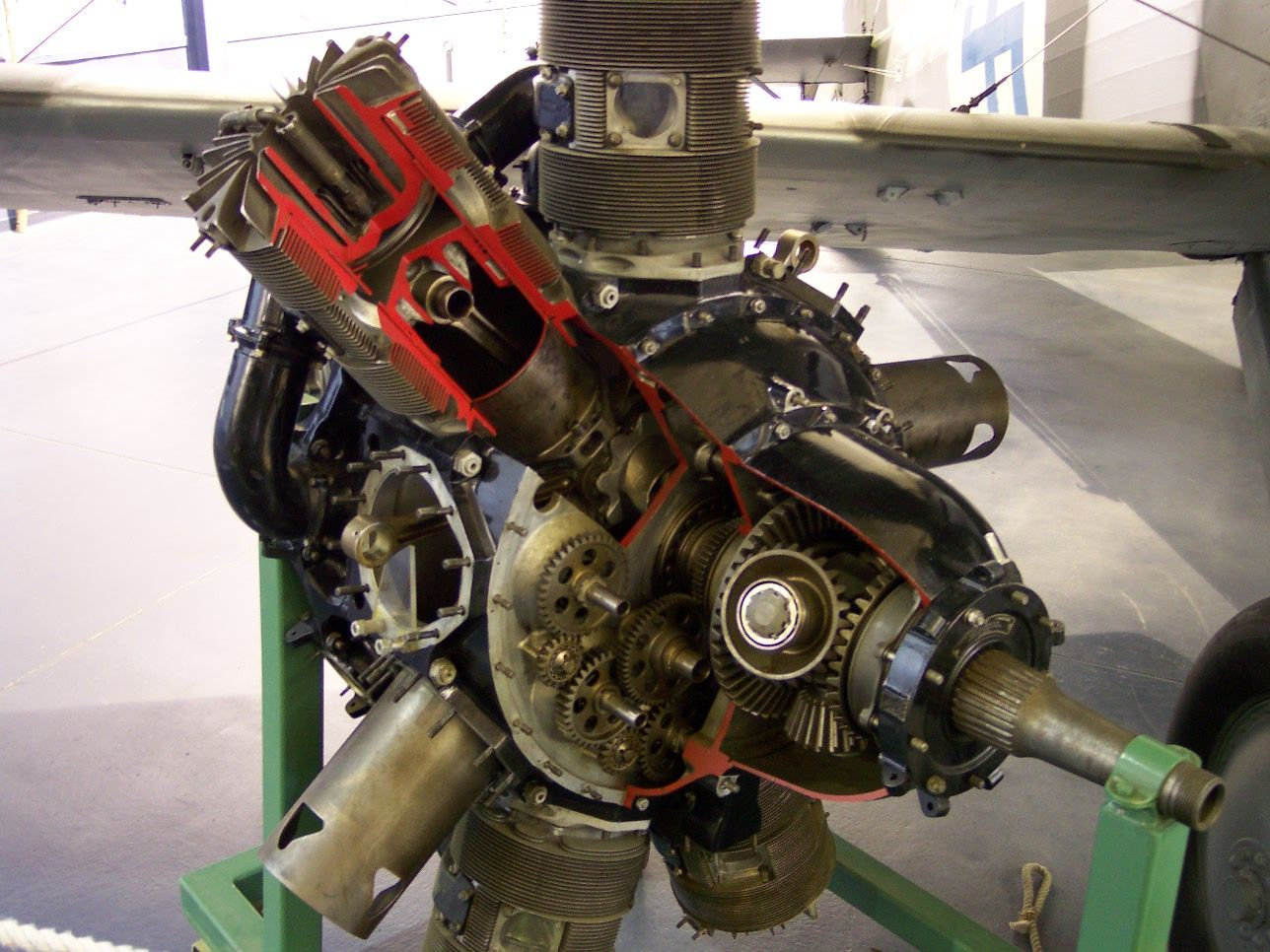
Vista in sezione di un Bristol Perseus dove si può vedere la conformazione delle valvole a fodero usate in questo motore aeronautico

Le valvole a fodero, dette anche a manicotto, sono parte dell'RCV, un diverso sistema di distribuzione utilizzato sui motori a pistoni a quattro tempi. Le valvole a fodero furono utilizzate ampiamente su diverse auto di lusso e su molti motori aeronautici, in particolare sui motori inglesi, degli anni trenta e anni quaranta.
Questo sistema è diverso da quello delle valvole a fungo, ancora oggi ampiamente utilizzato sulla maggior parte dei motori.

## Il sistema a valvole a fungo
In un normale motore dotato di valvole a fungo l'azionamento delle stesse avviene attraverso la rotazione dell'albero a camme, che agisce sullo stelo della valvola, mentre il ritorno in sede e la chiusura e tenuta della stessa è garantito da una molla. Il movimento dell'albero a camme è determinato dall'albero motore e trasferito con vari sistemi allo stesso, che nei motori moderni di solito è posizionato nella testata del propulsore.
In altri casi la rotazione viene trasferita attraverso un diverso sistema detto ad aste e bilancieri, sistema diffuso soprattutto nei motori meno recenti, comunque in tutti e due i casi il funzionamento di base del sistema rimane lo stesso.

### Problemi di tale sistema
Al crescere della velocità di rotazione dell'albero motore cresce anche quella dell'albero a camme e quindi il numero delle volte che le valvole si devono aprire e chiudere. quindi per il corretto funzionamento è richiesta al motore una potenza via via maggiore (coppia richiesta costante).
Inoltre le valvole stesse devono essere più grandi, e quindi di peso maggiore, per permettere di far entrare e uscire un volume maggiore di miscela e di gas di scarico. Di conseguenza servono molle più potenti.

## Il sistema a valvole a fodero o RCV
Con le Valvole a fodero parte di questi problemi venivano risolti. Queste valvole sono in realtà dei manicotti (cosiddetti "foderi"), posti all'interno di una intercapedine ricavata nelle pareti dei cilindri, sulle cui pareti sono ricavate le cosiddette luci, cioè i passaggi attraverso i quali la miscela fresca entra e i gas combusti escono.

Il fodero provvede alla chiusura e apertura delle luci con un movimento rotatorio; il manicotto viene azionato da un anello inferiore, che a sua volta viene messo in movimento attraverso un piccolo condotto ricavato nella base del cilindro.

### Varianti del manicotto (valvola)
Sono state proposte alcune variazioni di questo sistema:
- il manicotto costituisce una valvola posta lateralmente al cilindro, che determina le varie fasi tramite l'apertura delle diverse luci e condotti
- il manicotto è posto sotto la testa del cilindro; questo sistema risulta è più semplice da realizzare, ma non offre tutti i vantaggi generati dal precedente sistema.
- Un altro sistema, scarsamente utilizzato, si basa sulla rotazione dell'intera testa del cilindro.

### Applicazioni
Gli ingegneri motoristici della fine degli anni '30 videro in questo sistema di distribuzione la realizzazione dei loro sogni in quanto permetteva di realizzare dei motori più semplici, leggeri, durevoli e potenti.

### Vantaggi
Il sistema garantisce dei grandi vantaggi:
- Non dovendo azionare molle la potenza richiesta dall'azionamento rimane costante, senza effetti sulla potenza del motore, indipendentemente dalla frequenza. Questo vantaggio lo rese il sistema preferito per i motori ad alta frequenza.
- Non necessita di alberi a camme, e quindi dei vari sistemi per trasferire la potenza del motore a quest'ultimo e delle molle, permettendo di posizionare direttamente alla fine dell'albero motore il meccanismo di azionamento così da permettere la realizzazione di motori più leggeri.
- Questo sistema permette anche di controllare facilmente la sezione attuale delle luci, valore molto importante sui motori di grossa cilindrata che girano ad elevata frequenza nei quali la conoscenza della velocità della massa d'aria da spostare, dentro e fuori dal cilindro, non varia in modo lineare con la frequenza dell'albero motore, e quindi le luci devono restare aperte per molto tempo, determinando la sezione dei condotti.
- Vantaggi minori delle valvole a fodero sono dati dalla possibilità di posizionare la candela nella posizione più conveniente dato che la testa del cilindro era completamente libera, di distribuire il calore su tutto il cilindro, non creando un solo punto caldo attorno alle valvole di scarico, permettendo di aumentare il rapporto di compressione.
- Il motore è anche più affidabile in quanto con questo sistema si evitano i cedimenti improvvisi delle valvole dovuti all'azione di martellamento delle camme sugli steli delle stesse.

### Svantaggi
Il problema principale che si incontra con questo sistema di distribuzione riguarda:
- La realizzazione di un manicotto che resista al carico generato dalla corsa del pistone.
- Proprio per come il sistema è concepito, manicotto e pistone si muovono seguendo direzioni differenti, non garantisce una tenuta pari a quella che si ottiene con le valvole a fungo.
- Il motore richiede una elevata quantità di lubrificante per funzionare correttamente.

## Storia
L'età d'oro dell'impiego di questo sistema di distribuzione si ebbe durante la seconda guerra mondiale quando la Bristol e Napier svilupparono dei motori, il motore stellare Bristol Centaurus e il motore ad H Napier Sabre, dotati di questo sistema che si dimostrarono essere due tra i più potenti motori del periodo.
Con la fine del conflitto questo sistema venne rapidamente abbandonato a favore delle valvole a fungo, che grazie allo sviluppo avuto nei materiali con i quali venivano realizzate, offrivano una tenuta superiore e un ridotto consumo d'olio seppure al prezzo di una maggiore complessità d'insieme.
Ultimamente il sistema delle valvole a fodero è riapparso in quanto la moderna tecnologia ha permesso, come nel sistema concorrente, di eliminare molti dei difetti, soprattutto di tenuta e consumo di lubrificante, che portarono al suo abbandono.